# بقايا الجابية الكبيرة بلطة بوعوان
 بقايا الجابية الكبيرة بلطة بوعوان  هو معلم أثري تونسي مصنف من قبل المعهد الوطني للتراث يقع في  ولاية جندوبة في الشمال الغربي التونسي، تحديدا في مدينة بلطة تم تصنيف المعلم في يوم 1 مارس 1905.